# Ulrich Libbrecht

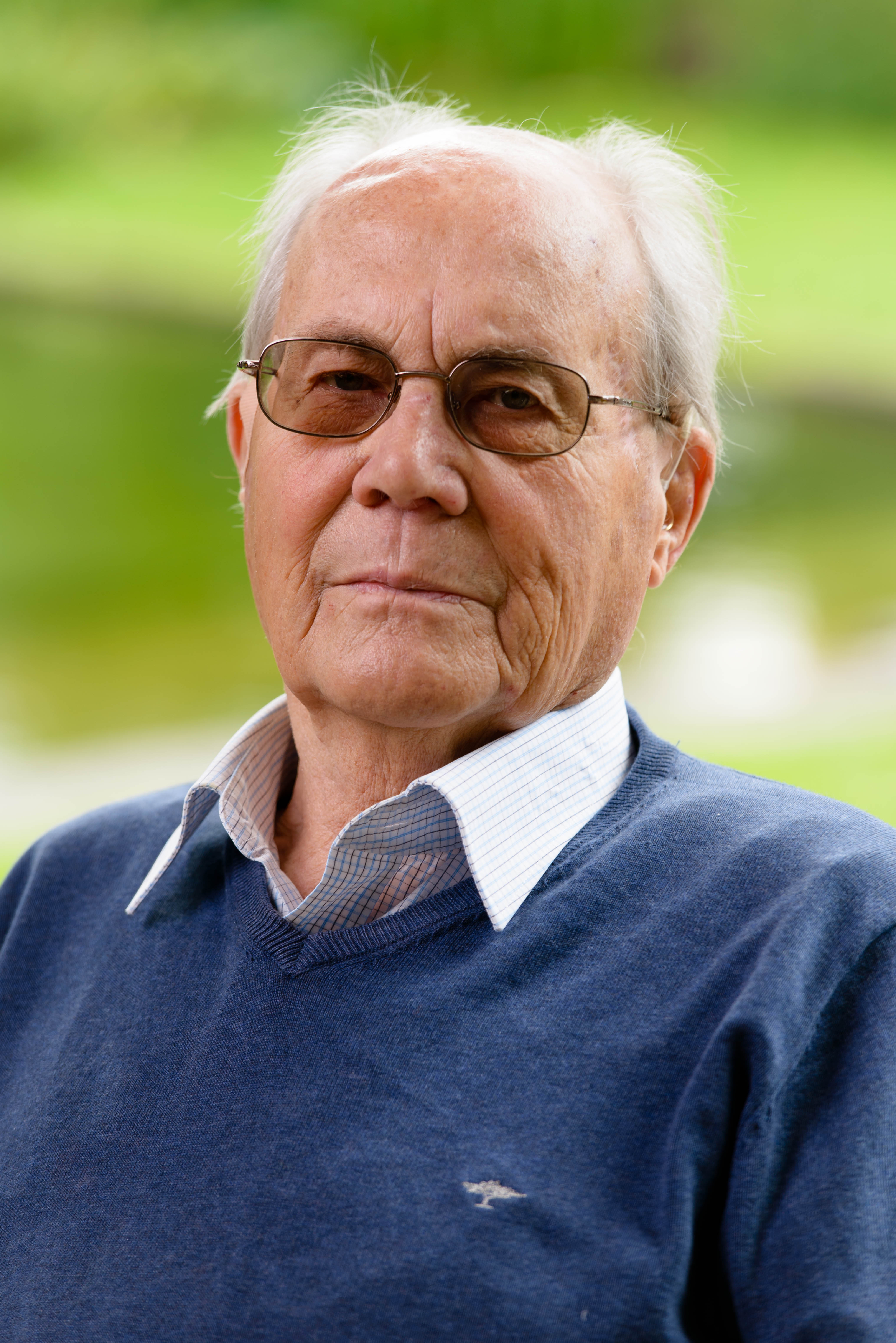
Ulrich Libbrecht (2016)

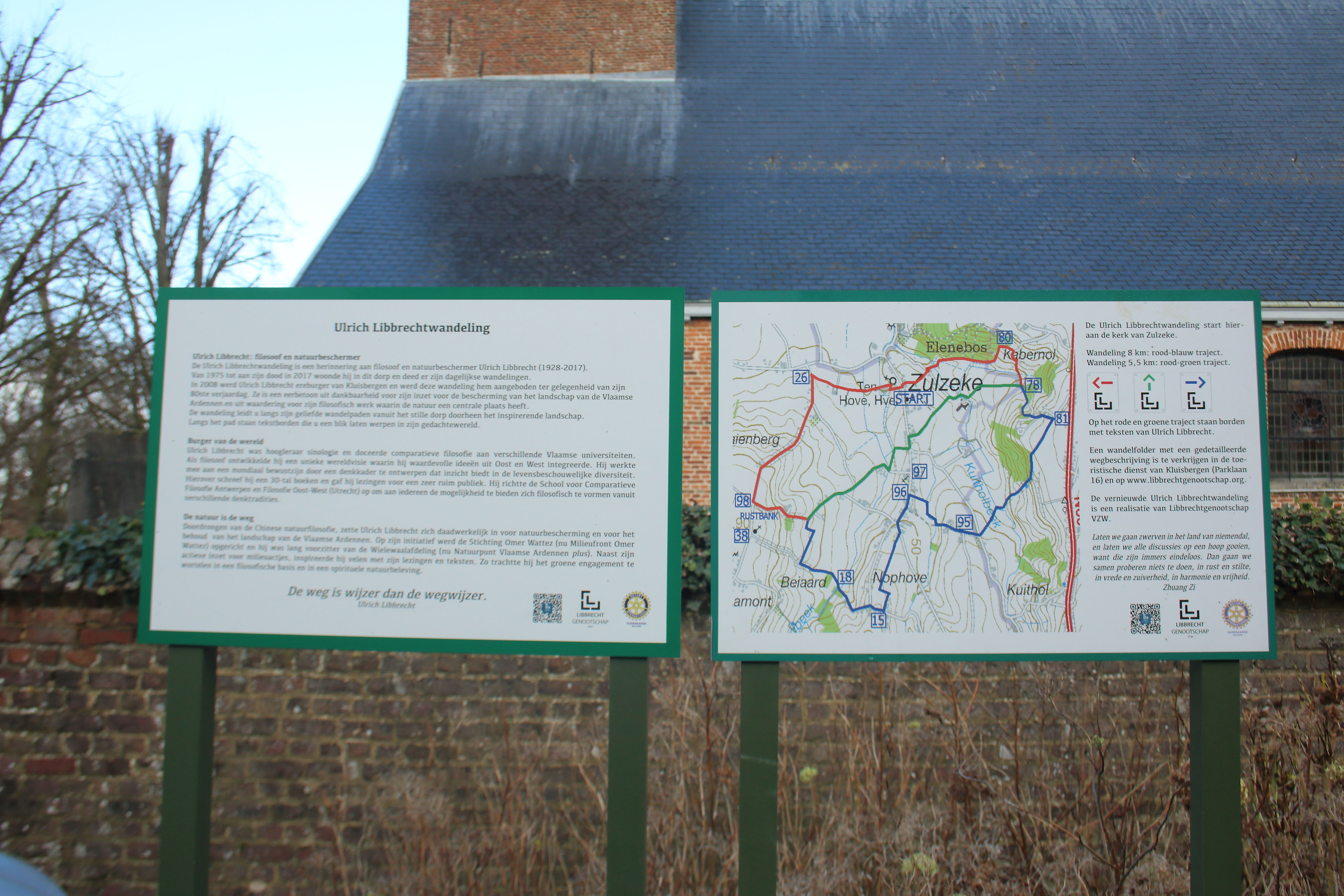
Ulrich Libbrechtpad in Zulzeke

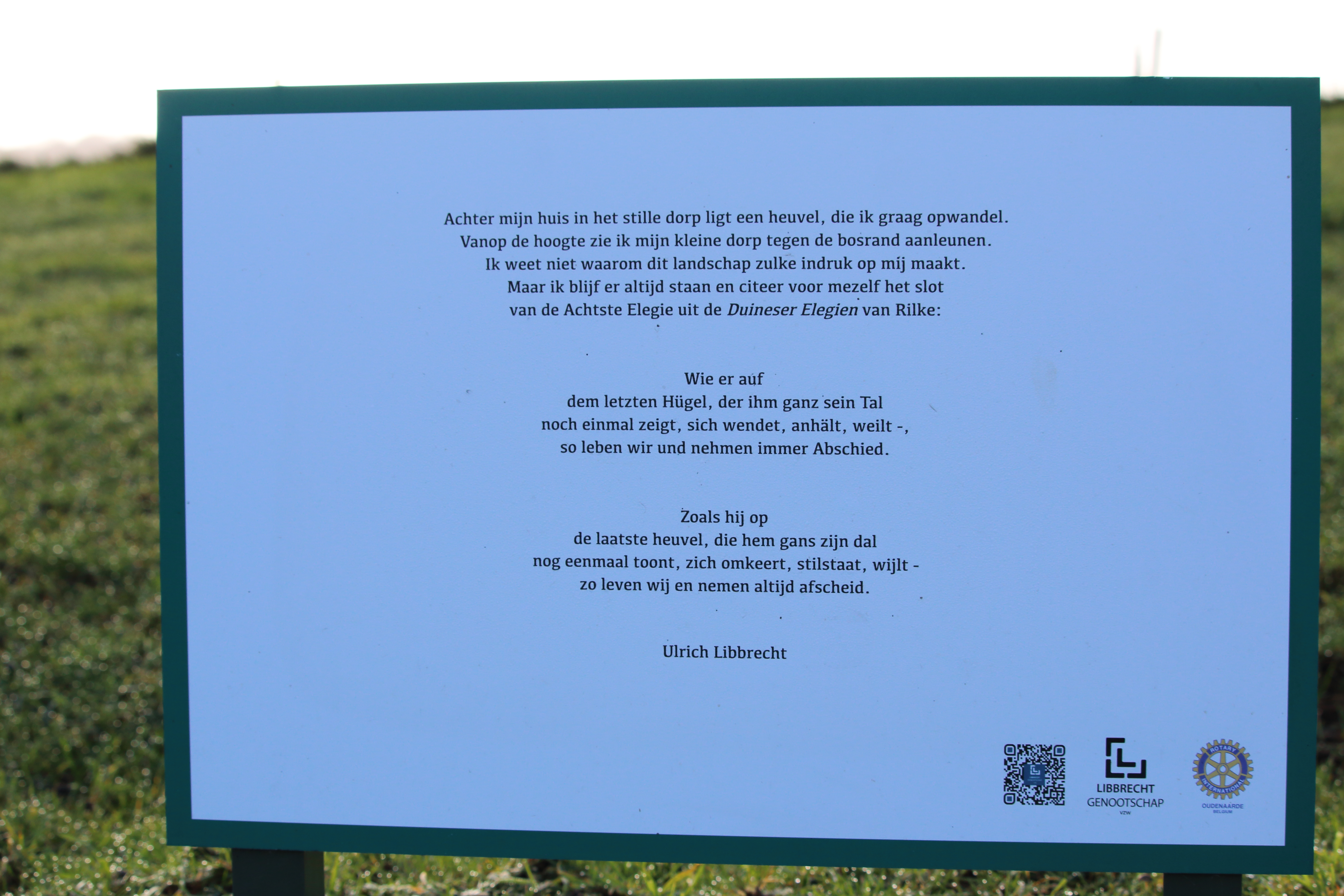
Ulrich Libbrechtpad in Zulzeke

Ulrich Libbrecht (Avelgem, 10 juli 1928 – Ronse, 15 mei 2017) was een Belgische sinoloog en filosoof, gespecialiseerd in oosterse en de comparatieve filosofie.
Hij ontwikkelde een "comparatief model" om op systematische wijze filosofieën uit verschillende culturen met elkaar te vergelijken. In zijn werk probeerde hij een balans te vinden tussen rationaliteit, mystiek en natuurbeleving. Hij was actief als spreker die kennis over Oosterse en comparatieve filosofie bij een breed publiek in het Nederlandse taalgebied heeft geïntroduceerd. Hij was de stichter van studiecentra in Antwerpen en in Utrecht die zijn vergelijkende studie tussen de grote filosofische stromingen verder zetten en bekendheid geven.

## Levensloop
Ulrich Libbrecht werd in 1928 geboren in Avelgem. Hij rondde het Grieks-Latijnse humaniora af aan het college van Menen in 1948. Vervolgens studeerde hij af als regent wetenschappen en werd in 1952 leraar wiskunde aan de Vrije Technische School in Oudenaarde. Ondertussen studeerde hij verder in de sinologie en indologie aan de Rijksuniversiteit Gent.
In 1963 haalde hij zijn licentiaat in Oosterse Talen en Culturen (Chinees en Sanskrit) aan de Rijksuniversiteit Gent met grootste onderscheiding. In 1971 promoveerde hij cum laude tot doctor in de sinologie aan de Rijksuniversiteit Leiden met een proefschrift over Chinese wiskunde in de 13e eeuw.
Van 1973 tot 1994 was hij hoogleraar aan de Katholieke Universiteit Leuven, met als leeropdrachten:
- aan het departement Oosterse Studies: klassieke sinologie, Chinese filosofie (incl. boeddhisme), geschiedenis van de wetenschap in China;
- aan het Hoger Instituut voor Wijsbegeerte: comparative philosophy
- aan de Faculteit Letteren: boeddhologie.

Hij was ook gastprofessor comparatieve filosofie aan de Universiteit Antwerpen en aan de Universiteit Gent (in 2008).
Ulrich Libbrecht lag aan de basis van verschillende onderzoeksprojecten en opleidingsscholen:
- het Ferdinand Verbiest-onderzoeksproject in 1982 in Leuven
- de School voor Comparatieve Filosofie (SCFA) in 1989 in Antwerpen,
- de Stichting Filosofie Oost-West in 1995 in Utrecht

Ulrich Libbrecht was gehuwd met Helga Casier, in 1957. Sinds 1974 woonden zij in Zulzeke te Kluisbergen bij Oudenaarde, waar ze nooit meer zouden vertrekken. Hij werd in 2008 ereburger van de gemeente Kluisbergen die om hem te eren, samen met het Libbrechtgenootschap, een Ulrich Libbrechtwandeling aanlegde (met filosofiepodcast) in Zulzeke. In 2015 werd er een asteroïde naar hem vernoemd. Ulrich Libbrecht overleed op 15 mei 2017 in Ronse. Hij werd begraven op het kerkhof in Zulzeke na een uitvaartdienst op 20 mei 2017 in de Sint-Walburgakerk in Oudenaarde.

## Filosofisch werk
Ulrich Libbrecht leverde een belangrijke bijdrage aan de comparatieve filosofie met zijn vierdelige reeks "Inleiding Comparatieve Filosofie". In het Engelse taalgebied verscheen later een synopsis van deze werken in de vorm van "Within The Four Seas". In deze werken zet Libbrecht zijn "comparatief model" uiteen, een systematische methode om filosofieën van verschillende culturen met elkaar te vergelijken. Libbrecht was sterk beïnvloed door het werk van Leo Apostel, en probeerde in zijn werk diens project uit te breiden naar Oosterse en andere Niet-Westerse filosofieën. Zijn werk is verder beïnvloed door het het sinologisch project van Joseph Needham, Sanskritist Adriaan Scharpé en boeddholoog Erich Zürcher. Libbrecht vond dat de comparatieve filosofie zich te veel bezig was gaan houden met het vergelijken van geïsoleerde filosofische concepten en in tegenstelling op zoek moest naar meer systematische ambities. Volgens hem hield deze methode zich enkel bezig met de zogenaamde "oppervlaktestructuur" van deze filosofieën en was het zaak om op zoek te gaan naar een "dieptestructuur", d.w.z. filosofische categorieën die zouden kunnen worden toegepast op (alle) verschillende filosofieën.

## Natuurbeleving en activisme
In zijn woonplaats Zulzeke en in zijn streek (de Vlaamse Ardennen) was Libbrecht vooral gekend als natuurliefhebber en milieuactivist. In zijn latere leven was hij ook een enthousiast tuinier.
Hij was medestichter en bezieler van:
- In 1970 de plaatselijke afdeling Schelde-Leie van De Wielewaal samen met Marcel Nachtergaele, thans Natuurpunt, en was voorzitter van 1972 tot 1990.
- In 1975 de Stichting Omer Wattez, nu Milieufront Omer Wattez.

Onder zijn bestuur werden natuurreservaten aangekocht. In de jaren zeventig leidde hij de protesten tegen de 'pitchtreinen', die zwaar vervuilende stookolie naar de centrale van Ruien brachten, en tegen de plannen om de snelweg A9 dwars door de Vlaamse Ardennen aan te leggen. Het Libbrechtgenootschap creëerde te zijner ere de bewegwijzerde 'Ulrich Libbrechtwandeling' in Zulzeke.

## Publicaties
- 1966 - Kung Sun Lung, niet-gepubliceerde masterscriptie. Gent: Rijksuniversiteit.
- 1973 - Chinese mathematics in the thirteenth century. The Shu-shu chiu-chang of Ch'in Chiu-shao. Cambridge, MA: M.I.T Press. (doctoraatsthesis Rijksuniversiteit Leiden)
- 1974 - Oosterse wijsheid voor de westerse mens. Brugge: Orion.
- 1979 - De vinger die naar de maan wijst. Inleiding tot het oosters filosofisch denken. Leuven: Davidsfonds.
- 1984 - met De Waele, K., De Mulder, W., Kijk op het groene Vlaanderen. Leuven: Davidsfonds.
- 1985 - met Vande Walle, W., Golvers, N., Belgae in China. Leuven: F. Verbiest-onderzoeksproject.
- 1988 - met Golvers, N., Astronoom van de keizer. Ferdinand Verbiest en zijn Europese sterrenkunde. Leuven: Davidsfonds,
- 1988 - Ferdinand Verbiest. Een Vlaamse zendeling aan het Chinese Hof. Brugge: Kredietbank.
- 1995 - Oosterse filosofie. Een inleiding. Leuven: Davidsfonds.
- 1995 - Geen muren rond culturen. Leuven: Davidsfonds.
- 1995 - Inleiding comparatieve filosofie. Opzet en ontwikkeling van een comparatief model. Assen: Van Gorcum.
- 1999 - Inleiding comparatieve filosofie. Vol. II: Culturen in het licht van een comparatief model. Assen: Van Gorcum.
- 1996 - In arren moede. Over teveel en tekort. Leuven: Davidsfonds.
- 2000 - Een glimlach uit het Oosten: liber amicis. Leuven: Davidsfonds.
- 2001 - Burger van de wereld. Inleiding tot een wereldbeschouwing. Budel: Damon.
- 2002 - Inleiding comparatieve filosofie. Vol. IIIA: Wetenschap, zen en theologie. Assen: Van Gorcum.
- 2003 - 'Drakenaders van mijn landschap'. Wat ik van het Oosten leerde. Tielt: Lannoo.
- 2004 - De geelzucht van Europa. China en het Westen. Leuven: Davidsfonds.
- 2004 - Is God dood? Zoektocht naar de kern van de spiritualiteit. Tielt: Lannoo.
- 2005 - Inleiding comparatieve filosofie. Vol. IIIB: Wetenschap, zen en theologie. Assen: Van Gorcum.
- 2006 - Boeddha en ik. Ontmoeting in de diepte. Tielt: Lannoo.
  - 2010 - Vertaling in het Duits: Buddha und ich. Eine Begegnung in der Tiefe. Interkulturelle Bibliothek. (vertaling door Ulrike Oehlschlägel)
  - 2012 - Vertaling in het Frans: Bouddha et moi. Rencontre en profondeur. Lulu.com. (vertaling door Magda Tercalavres-Cuyt)
- 2006 - Within the four seas. Introduction to comparative philosophy. Leuven: Peeters.
- 2007 - Worden alle mensen broeders? Over globalisering en verscheidenheid. Tielt: Lannoo.
- 2008 - Met dank aan het leven. Tielt: Lannoo.
  - 2012 - Vertaling in het Duits: Dem Leben sei Dank. Nordhausen: Traugott Bautz. (vertaling door Ulrike Oehlschlägel)
- 2014 - Adieu à Dieu. Naar een religieus atheïsme. Antwerpen: Garant.
- 2015 - De bricoleur en de dummies. Een boek voor jonge denkers en dromers. Antwerpen: Garant.
- 2015 - De weg is wijzer dan de wegwijzer. Antwerpen: Garant. (Bisschop, P. & Oostveen, D., red.).
- 2016 - m.m.v. Heinz_Kimmerle, Filosofie zonder grenzen. Antwerpen: Garant. (Janssens, E., red.).
- 2017 - Ierse meditaties. Naar een nieuw pantheïsme. Antwerpen: Garant.
- 2017 - Stilte. Waarbeke: Waerbeke vzw.
- 2022 (postuum) - Mijmeringen in de schaduw. Laatste geschriften. Den Haag: Synthese.

In samenwerking met andere auteurs:
- 1983 - "Het China van Verbiest", in: Blondeau, R.A. Ferdinand Verbiest (1623-1688): Als Oost en West elkaar ontmoeten. Tielt: Lannoo, pp. 9-24.
- 1988 - "Introductie van westerse wetenschap in China", in: China Hemel en Aarde, tent.cat., Brussel, Koninklijke Musea voor Kunst en Geschiedenis, pp. 368-373.
- 1994 - "Zin in spiritualiteit", in: Libbrecht, U., Apostel, L., Arts, H., Bodifée, G., Cornille, C., De Dijn, H. De geur van de roos. Over zingeving en spiritualiteit. Leuven: Davidsfonds, pp. 9-28.
- 2001 - "Op weg naar een comparatieve filosofie", in: Bor, J. & Bulhof, I. (red.). Het antwoordloze waarom. Filosoferen tussen Oost en West. Kampen: Agora, pp. 71-95.
- 2003 - "Comparatieve filosofie: een model voor reflectie op wereldbeschouwingen", in: Bulhof, I. e.a. (red.). Mijn plaats is geen plaats. Ontmoetingen tussen wereldbeschouwingen. Kampen: Klement, pp. 189-204.
- 2003 - "Mystiek in schriftloze culturen", in: Baers, J. e.a. (red.). Encyclopedie van de mystiek: fundamenten, tradities, perspectieven. Kampen: Kok, pp. 357-369.
- 2004 - "Nature in a comparative light", in: Elders, F. (ed.). Visions of nature. Studies on the Theory of Gaia and Culture in Ancient and Modern Times. Brussels: VUB Brussels University Press, pp. 144-164.
- 2009 - "Comparative Philosophy: A Methodological Approach", in: Note, N., Fornet-Betancourt, R., Estermann, J., Aerts, D. Worldviews and Cultures. Philosophical Reflections from an Intercultural Perspective. Brussels: Springer Science & Business Media B.V., pp. 31-67.
- 2011 - "Religie als oppervlaktestructuur", in Mok, D. (red.). Een wijze uit het Westen. Beschouwingen over Rudolf Otto & Het Heilige. Amsterdam: Abraxas, pp. 57-65.

Libbrecht publiceerde een aantal artikels in wetenschappelijke tijdschriften, zowel filosofische bijdragen als bijdragen gewijd aan de wetenschapsgeschiedenis van China. Hij werd een bekende voortrekker in de vergelijkende studie tussen westerse en oosterse filosofie.
- 1972 - The Chinese Ta-yen Rule. Orientalia Lovaniensia Periodica, 3, pp.179 – 199.
- 1974 - [Chinesische] Mathematik. China Handbuch, pp. 865 - 868.
- 1975-1976 - Chinese Wiskunde. Simon Stevin, Wis- en Natuurkundig Tijdschrift, 49; 4, pp. 145 -158.
- 1980 - Joseph Needham’s Work in the Area of Chinese Mathematics, Past and Present. Journal of Historical Studies, 87, pp. 30 – 39.
- 1982 - Mathematical Manuscripts from the Tunhuang Caves. Explorations in the History of Science and Technology in China, (Shanghai), pp. 203 – 229
- 1986 - Filosofische Achtergronden van het Taoïsme. Tao: de Weg van de Natuur, Nijmeegse Studies in de Filosofie van de Natuur en haar Wetenschappen, 5, pp. 27 - 37.
- 1987 - Het wetenschappelijk werk van Ferdinand Verbiest. Onze Alma Mater, 4, pp. 309 - 324.
- 1987 - Introduction to the Lapis serpentinus into China. A study of the Hsi-tu-shih of F. Verbiest, s.j. Orientalia Lovaniensia Periodica, 18, pp. 209 – 237.
- 1987 - The Concept of Cheng, its Origin, Development and Philosophical Meaning. International Symposium on Confucianism and the Modern World, Taipei, pp. 301 – 341.
- 1987 - Hsi-tu-shih (Lapis serpentinus), a treatise by Ferdinand Verbiest. Bulletin of Chinese Studies, University of Hongkong, 1(2), pp. 317 – 341.
- 1988 - De impliciete Logika van het Chinees Wetenschappelijk Denken. Humour, Travail et Science en Orient, pp. 251 - 259
- 1990 - Prāṇa - Pneuma - Ch’i? Thought and Law in Qin and Han China, pp. 42 – 62.
- 1991 - The Astronomia Europea of Ferdinand Verbiest S. J., Chintai Chung-kuo K’o-hsüeh Shih Lun-chi, Beijing.
- 1994 - General Evaluation of the Scientific Work of Ferdinand Verbiest. Monumenta Serica Monograph Series, XXX, pp. 55 – 64.
- 1995 - Grondslagen van het taoïstische Denken. Tijdschrift voor Filosofie (Leuven), 57.1, pp. 3 - 35.
- 1996 - Het concept Natuur in Oost en West. Clusius Lecture, Leiden, pp. 4-19.
- 1996 - What kind of Science did the Jesuits bring to China?  Bibliotheca Instituti Historici S.I., vol. XLIX, (Roma), pp. 221 – 234.
- 1996 - Chinese Concepts of Time: yü-chou as space-time. Time and Temporality in Intercultural Perspective, pp. 75 - 92.
- 1997 - Een oosterse renaissance voor Europa? - Samenspraak Herman de Dijn - Ulrich Libbrecht. Kultuurleven, 3, pp. 2 - 15.

Niet-gepubliceerde werken of werken 'in statu nascendi':
- 1973 - Natuurbeleving, 30 pp.
- 1978 - Ik, groene jongen, 66 pp.
- 1983 - Evenwichtig leven, gelukkig leven, 160 pp.
- 1986 - Kinderen van de morgen, 91 pp.